# Эксперименты нацистов над людьми

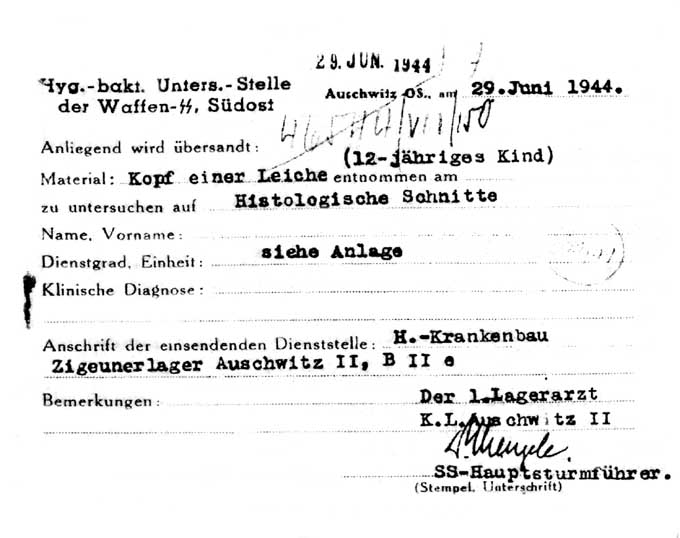
Запрос, в котором Йозеф Менгеле требует предоставить ему для «исследования» голову 12-летнего ребёнка. Из архива цыганского сектора лагеря Освенцим

Эксперименты нацистов над людьми — серия медицинских экспериментов, проводившихся на большом количестве заключённых в нацистской Германии на территории концентрационных лагерей во время Второй мировой войны. Заключённые принуждались к участиям в этих экспериментах и, как правило, эксперименты приводили к смерти, обезображиванию или потере дееспособности.
В Освенциме и других лагерях под руководством доктора Эдуарда Виртса отобранные заключённые подвергались различным экспериментам, которые были разработаны для того, чтобы помочь немецким военнослужащим в боевых ситуациях, разработать новое оружие и методики лечения немецких солдат, получивших ранения. Также эти эксперименты проводились для продвижения расовой теории, которой придерживался Третий рейх.
После войны эти эксперименты послужили поводом для Нюрнбергского трибунала по делу врачей, а также толчком для развития Нюрнбергского Кодекса медицинской этики.

## Эксперименты над близнецами
Эксперименты над детьми-близнецами в концентрационных лагерях были начаты для того, чтобы обнаружить схожесть и различия в их генетике.
Основной фигурой в этих экспериментах был Йозеф Менгеле, который произвёл эксперименты над более чем 1500 парами близнецов, из которых только около 300 человек остались живы. Менгеле проводил свои эксперименты над близнецами в концлагере Освенцим. Близнецов классифицировали по возрасту и полу и располагали в специальных бараках. Эксперименты включали в себя инъекции различных химических препаратов в глаза близнецов, чтобы проверить, возможно ли изменить цвет глаз. Также проводились попытки «сшить» близнецов, чтобы искусственно создать сиамских близнецов.
Эксперименты с попытками изменить цвет глаз часто заканчивались сильной болью, заражением глаз и временной или постоянной слепотой.
Менгеле также использовал метод заражения инфекциями одного из близнецов с последующим вскрытием обоих подопытных с целью исследования и сравнения пораженных органов.

## Эксперименты над гомосексуальными мужчинами

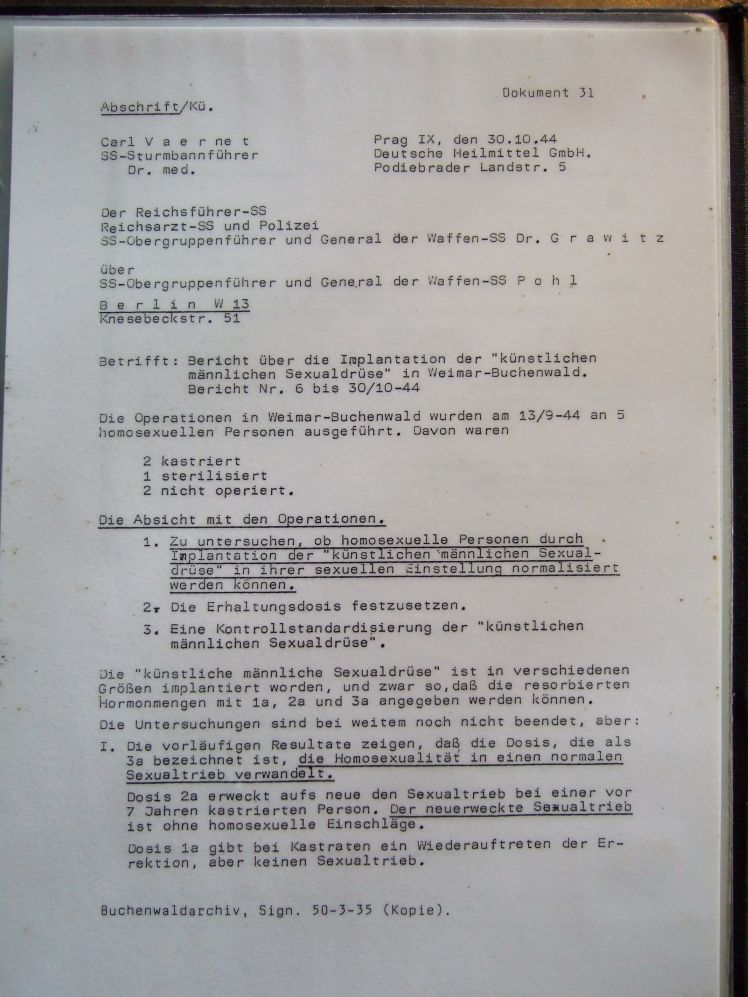
Доклад Вернета о вживлении капсул с «мужским гормоном» пяти гомосексуальным заключённым Бухенвальда, октябрь 1944

Сохранилась многочисленная лагерная документация по проведению гормональных опытов над лицами мужского пола, имевшими гомосексуальную ориентацию, заключёнными в Бухенвальде, которые проводились по секретному указу СС доктором Карлом Вернетом. В 1943 году рейхсфюрер СС Генрих Гиммлер, узнав об исследованиях датского доктора Вернета по «излечению гомосексуальности», приглашает его проводить исследования в Рейхе на базе Бухенвальда. Опыты на людях были начаты Вернетом в июле 1944 года. Сохранилась подробная документация о проведении им операций, в результате которых в паховую область гомосексуальным узникам лагеря вшивалась капсула с «мужским гормоном», которая должна была сделать из них гетеросексуалов. Некоторые из заключённых соглашались на операцию добровольно в надежде быть освобождёнными из лагеря после «исцеления». Заключённые, над которыми была проведена операция по вшиванию «мужского гормона», направлялись в женский концентрационный лагерь Равенсбрюк, в котором содержалось множество женщин, осуждённых за проституцию. Лагерное руководство давало женщинам указание сблизиться с «исцелёнными» мужчинами и вступить с ними в половой контакт. Однако и это до конца не устраняло сомнения лагерного руководства.

## Эксперименты с гипотермией
В 1941 году люфтваффе провели серию экспериментов для изучения гипотермии. В ходе одного из экспериментов человека на три часа помещали в резервуар, наполненный холодной водой со льдом. В другом случае заключённых голыми несколько часов держали на улице при очень низкой температуре. Эксперименты проводились с целью обнаружения различных способов спасти человека, перенёсшего гипотермию.
Эти эксперименты проводились для верховного командования. Эксперименты проводились на мужчинах, чтобы моделировать условия, которые приходилось переносить германской армии на Восточном фронте, по причине того, что немецкие войска были плохо подготовлены к сильным морозам.
Эксперименты проводились в Дахау и Аушвице. Зигмунд Рашер сообщал полученные данные непосредственно Генриху Гиммлеру, а также предал гласности результат своих экспериментов в 1942 году на медицинской конференции, носившей название «Медицинские проблемы, вызванные морем и зимой».
Эксперименты делились на две части. Во-первых, устанавливалось, как долго человек может выжить в условиях низкой температуры, а во-вторых, как лучше реанимировать жертву, подвергшуюся обморожению.
Самым эффективным способом для быстрого понижения температуры человеческого тела оказался резервуар, заполненный ледяной водой. Для эксперимента выбирали молодых здоровых мужчин. Перед экспериментом их обычно раздевали догола и помещали в устройство, измеряющее понижение температуры человеческого тела. После этого жертв одевали в униформу люфтваффе и помещали в резервуар с холодной водой.
Для того, чтобы добиться обратного эффекта, то есть узнать, что быстрее всего согревает замерзшего человека, провели два опыта. В первом случае замерзшего клали между двумя обнаженными женщинами из числа узниц лагеря. Во втором случае замерзшего опускали в ванну с горячей водой. Максимальный эффект при переохлаждении достигался во втором случае.
В результате экспериментов было установлено, что реанимировать подопытного практически невозможно, если в ледяную воду был погружен его затылок. Поэтому был разработан спасательный жилет с небольшим подголовником в районе затылка. Эта деталь не позволяла задней части черепа погружаться в воду. Таким образом, переохлаждения стволовых структур головного мозга не происходило, и вероятность спасения человека резко возрастала.

## Эксперименты с малярией
С февраля 1942 года по апрель 1945 года в концлагере Дахау проводились эксперименты, целью которых было разработать вакцину от малярии. Здоровых обитателей лагеря возрастом от 25 до 40 лет заражали малярией при помощи комаров или инъекции экстракта слюнной железы самок комаров. После заражения заключённым проводили курс лечения различными препаратами с целью выявить их эффективность. Более 1000 людей вынуждены были участвовать в этих экспериментах, половина из которых умерла в результате их проведения. Эксперименты проводил гауптштурмфюрер СС, доктор Курт Плётнер.
При том, опыт имел положительный результат. Более 10 тысяч немецких солдат были спасены в результате заражения малярией.

## Эксперименты с горчичным газом
В различное время с сентября 1939 года по апрель 1945 года в Заксенхаузене и других лагерях проводились эксперименты по обнаружению наиболее эффективного способа лечения ранений, полученных воздействием горчичного газа. Подопытные подвергались воздействию горчичного газа и других везикантов, которые наносили сильные химические ожоги. Раны жертв экспериментов изучали для обнаружения наиболее эффективного способа лечения ожогов, вызванных горчичным газом.

## Эксперименты с сульфаниламидом
С июля 1942 года до сентября 1943 года производились эксперименты, целью которых было изучение эффективности сульфаниламида — синтетического противомикробного средства. Людям наносились раны и производилось заражение бактериями стрептококка, столбняка или анаэробной гангрены. Кровообращение останавливалось при помощи жгутов, накладывавшихся с обеих сторон раны. В рану также помещали древесную стружку или стекло. Инфекцию лечили сульфаниламидом и другими лекарствами, чтобы определить их эффективность. Экспериментами руководил профессор Гебхард.

## Эксперименты с морской водой
Эксперименты проводились приблизительно с июля по сентябрь 1944 года в концентрационном лагере Дахау, чтобы изучить различные методы превращения морской воды в питьевую. В одном из случаев группа, состоявшая примерно из 90 цыган, была лишена пищи и получала только морскую воду. В результате этого эксперимента они были настолько обезвожены, что жертвы облизывали недавно вымытый пол в надежде получить воду. Эксперименты проводил доктор Ганс Эппингер, ответственным лицом за проведение экспериментов был профессор Вильгельм Байгльбёк.

## Эксперименты по стерилизации
Эксперименты проводились с марта 1941 года по январь 1945 года в Аушвице, Равенсбрюке и других местах под руководством доктора Карла Клауберга. Цель экспериментов заключалась в том, чтобы создать эффективный способ стерилизации, который будет подходить для того, чтобы стерилизовать миллионы людей с минимальными затратами времени и усилий. Эксперименты проводились при помощи рентгена, хирургии и различных лекарственных средств. В ходе экспериментов были стерилизованы тысячи человек. Кроме того, нацистское правительство стерилизовало около 400 тысяч человек в ходе программы по обязательной стерилизации. В ходе экспериментов применялись внутривенные инъекции йода или нитрата серебра. При помощи этих инъекций успешно достигалась стерилизация, но они имели массу побочных эффектов, таких как влагалищное кровотечение, сильные боли в животе и рак шейки матки. Поэтому более предпочтительным было радиационное облучение. Было установлено, что определённая доза рентгеновских лучей способна лишить организм человека возможности вырабатывать сперму и яйцеклетки. Стерилизация происходила при помощи обмана. Заключённых приводили в комнату и просили заполнить анкеты, заполнение которых занимало 2-3 минуты. В это время они подвергались радиационному облучению, в результате чего заключённые становились полностью бесплодны, сами не зная этого. Многие заключённые в результате облучения получали серьёзные радиационные ожоги.

## Эксперименты с ядами
Проводились с декабря 1943 года по октябрь 1944 года в Бухенвальде, чтобы исследовать эффект различных ядов. Яды тайно добавлялись участникам экспериментов в пищу. Жертвы умирали в результате отравления или немедленно умертвлялись для произведения вскрытия. В сентябре 1944 участников эксперимента расстреляли пулями, содержавшими яд.

## Эксперименты с зажигательными смесями
Эти эксперименты с ноября 1941 года до января 1944 года проводились в Бухенвальде, чтобы установить эффективность различных фармацевтических средств для лечения ожогов от фосфора. В ходе экспериментов заключённым наносились ожоги фосфором, использовавшимся для снаряжения зажигательных бомб.

## Эксперименты по воздействию перепадов давления
В начале 1942 года над заключёнными в концентрационном лагере Дахау проводились эксперименты под руководством Зигмунда Рашера. Целью этих экспериментов было исследование возможных проблем состояния здоровья лётчиков Люфтваффе, которые занимались пилотированием на больших высотах.
Барокамера, использовавшаяся в этих экспериментах, моделировала условия, имитировавшие нахождение подопытных на высотах до 20 км. По некоторым данным, Рашер проводил вивисекцию на мозге жертв, переживших эксперимент. Из 200 подопытных 80 умерли в ходе эксперимента, остальные были убиты.

## В культуре
- х/ф «Армия Франкенштейна» (2013)
- х/ф «Оверлорд» (2018)
- х/ф «Исчезновение Йозефа Менгеле» (2025)